# Leo Thundorfer
Leo Thundorfer, auch Tundorfer und Leo von Tundorf (* um 1225; † 12. oder 13. Juli 1277 in Wien) war 30. Bischof von Regensburg und Fürstbischof des Hochstifts Regensburg von 1262 bis 1277. Unter ihm begann der Bau des  gotischen Doms, den er erheblich voran trieb. Er wurde auch im Dom bestattet. Dafür wurde sein Leichnam eigens aus Wien überführt.

## Leben und Wirken
Leo Thundorfer war ein Patrizier aus dem Patriziergeschlecht der Thundorfer, nach dem in der Altstadt eine wichtige Ost-West-Straße benannt ist. Nach dem Studium war er Kanoniker in Regensburg und Passau. Nachdem sein Vorgänger Albertus Magnus freiwillig auf den Bischofsstuhl verzichtet hatte, wurde Leo Thundorfer vom Domkapitel einstimmig zum neuen Bischof erwählt. In der Reichspolitik trat er in den kriegerischen Auseinandersetzungen mit den Ungarn und Böhmen eher als Vermittler auf und war an diversen Friedensverhandlungen beteiligt. 
Leo Thundorfer bemühte sich offensiv um eine engere Bindung der Klöster an das Hochstift. Dem Kloster Sankt Emmeram legte er ein Mitspracherecht bei der Ernennung der Äbte und der Güterverwaltung und Bewirtungskosten auf. Das Kloster versuchte sich gegen diese Vereinnahmung zu wehren und holte lange ausgebliebene Abgabenzahlungen in hoher Summe an den Papst nach, um seine Unabhängigkeit vom Hochstift dokumentieren zu können. Im Laufe des Konfliktes zwischen Bischof und Papst wurde Leo Thundorfer exkommuniziert. Er war bei der Absetzung von Abt Haimo und der Ernennung des ihm nahestehenden Wolfgang I. Sturm beteiligt.  